# چمن‌چکاو ابروسفید
چمن‌چکاو ابروسفید یا سیاه‌مرغ ابروسفید (نام علمی: Sturnella superciliaris) نام یک گونه از سرده چمن‌چکاو است.